# Lazzaro Uzielli
Lazzaro Uzielli   (Florència, 4 de febrer de 1861 - Bonn, 8 d'octubre de 1943) va ser un pianista i professor de música italià.
Lazzaro Uzielli va estudiar a Florència amb Luigi Vannuccini i Giuseppe Buonamici, i amb Ernst Rudorff a Berlín, Clara Schumann i Joachim Raff a Frankfurt. De 1883 a 1907 va treballar com a professor al Conservatori Hoch de Frankfurt am Main i després va seguir una trucada al Conservatori de Colònia. En els seus llargs anys com a professor va tenir nombrosos estudiants que van esdevenir importants pianistes. Va realitzar nombroses gires de concerts per Alemanya, Àustria, Suïssa, Itàlia i Països Baixos.

## Alumnes més coneguts d'Uzielli
- Fritz Busch
- Hubert Giesen
- Alfred Hoehn
- Hans Knappertsbusch
- Karl Hermann Pillney
- Cyril Meir Scott
- Bernhard Sekles
- William Steinberg
- Eduard Zuckmayer
- Albert Luig